# Callispa daurica
Callispa daurica es un coleóptero de la familia Chrysomelidae.
Fue descrita científicamente por primera vez en 2002 por Mannerhiem Hua.